# Neil Jamieson
Neil L. Jamieson là tác giả hay được trích dẫn trong các luận văn nghiên cứu về Việt Nam, bên cạnh các tên tuổi như Keith Taylor, David Marr và William Duiker... qua công trình hoàn chỉnh (monograph) xuất bản năm 1993: Understanding Vietnam, cũng là bản phát triển từ luận văn tiến sĩ năm 1981 tại Đại học Hawaii, Honoluu (Vietnam: A Study of Continuity and Change in a Sociocultural System), phân tích quá trình thay đổi của xã hội Việt Nam trước và sau cú sốc thời hiện đại (1930-1954).
Học tiếng Việt trong thời gian nhập ngũ đầu thập niên 1960, sau khi tốt nghiệp thạc sĩ ngành văn chương dân gian, nhưng bị điều sang Philippines, sau khi ra quân Jamieson đã tham gia các dự án phát triển để sang Việt Nam trong tư cách dân sự, đồng thời học thêm tiếng Việt với các giảng viên Việt Nam ở Đại học Washington. Trước khi rời Việt Nam ngày 29 tháng 4 năm 1975, Jamieson đã có nhiều thời gian sống trong môi trường xã hội Việt Nam và ngay ranh giới giữa hai nền văn hóa Việt - Mỹ, đồng thời cũng tích lũy được một thư viện sách truyện tiếng Việt, những tác phẩm mà ông hay nghe người Việt nhắc tới, đặc biệt là các sáng tác của Tự Lực Văn Đoàn.
Vốn có bằng tiến sĩ trong ngành nhân học từ trước, phương pháp nghiên cứu Việt Nam của Jamieson chịu ảnh hưởng nặng của cách nhìn xã hội như là một hệ thống (system), cũng giống như cách nhìn một hệ thống máy hay một hệ thống sinh học, tức là có thể áp dụng lý thuyết hệ thống (system theory) như trong ngành điều khiển học (cybernetic). Cụ thể hơn, có lẽ Jamieson sử dụng mô hình nhiệt động học (thermodynamics) vì hay dùng khái niệm thermostat mà Gregory Bateson đã phát triển để mô tả quá trình xã hội sẽ chuyển từ trạng thái hiện tại sang trạng thái được cài đặt hoặc định hướng như hoạt động của một hệ thống máy điều hòa nhiệt độ. Cả hệ thống xã hội, thông qua các mối liên kết, sẽ tiến hóa theo ảnh hưởng của một số giá trị có chiều hướng tăng giảm nhất định. Các giá trị trong xã hội Việt Nam như Tình, Nghĩa, Lý, Hiếu, Huynh Đệ, Gia đình, Làng Xã... được Jamieson liệt kê và xếp vào hệ thống trục đối lập Âm - Dương mà ông gọi là yin-yang.
Phương pháp luận mà Jamieson dùng xuyên suốt thuộc loại cổ điển trong ngành xã hội học, có thể xếp vào nhóm constructionism-interpretation, tức vận dụng nhóm dữ liệu chính là văn bản văn chương cùng các dữ liệu phụ là nghiên cứu lịch sử xã hội và con người tác giả để tái hiện một giai đoạn chuyển biến. Cách nhìn diễn giải cũng giúp người đọc dễ dàng theo dõi toàn bộ tác phẩm của ông, giống như đọc lịch sử và bình giảng văn học với những trích đoạn tác phẩm được dịch rất khéo sang tiếng Anh. Một trong số các phát hiện đáng chú ý của Jamieson là sự du nhập sau 100 năm của hệ tư tưởng cá nhân (individualism), xuất hiện lần đầu trong tiếng Anh từ học thuyết Dân chủ kiểu Mỹ của Alexis de Tocqueville năm 1835, vào giới trí thức Việt Nam và thể hiện của nó qua các nhân vật của Tự Lực Văn Đoàn, hay ngay chính các tác giả trong nhóm như Thế Lữ từng tự họa trong thơ, cũng giống như những gì trường phái Lãng mạn phương Tây từng mô tả trước đó một thế kỷ về những cảm giác trước một xã hội bị cơ giới hóa, đô thị hóa và con người biến thành những đoàn công nhân giống hệt nhau. Lối trình bày mang tính hệ thống và diễn giải khiến tác phẩm của Jamieson không chỉ dễ đọc, lôi cuốn, mà còn chứa vô số thông tin được tích hợp và sắp đặt liền lạc theo dòng tư duy cấu trúc lẫn niên đại thời gian.
Mặc dù cơ sở dữ liệu của Jamieson được định hướng từ nghiên cứu thực địa (fieldworks) cho nên thiên nhiều về miền Nam, dòng văn học được tách ra ở miền Bắc từ sau năm 1954 cũng được chú ý, đặc biệt qua các tác phẩm của phong trào Nhân văn giai phẩm. Tuy nhiên, các phân tích này có ý nghĩa bổ sung hơn là đột phá hoặc khắc họa. Nhiều bản văn thực ra lấy từ các nguồn in lại ở miền Nam trong thời kỳ này. Dù vậy, Jamieson đã trình bày một góc nhìn rất hệ thống khi so sánh hai xu hướng thay đổi trong giai đoạn này - yang ở miền Bắc và yin ở miền Nam. Tiến sĩ Thaveeporn Vasavakul từ Đại học Chulalongkorn, Thái Lan cũng từng thực hiện phép nghiên cứu so sánh hai miền nhưng chưa đi đến tầm khái quát cao như vậy. Theo Jamieson, trong giai đoạn 1954-1975, xã hội miền Bắc phát triển theo chiều Dương, các chuyển động nội bộ và nhiễu (entropy) thấp, nhiều băng tần chuyển tin (redundancy - tần suất lặp lại thông tin cao) và tín hiệu phản hồi (feedback) dương tính giúp tăng lực (amplify) chính sách của chính phủ ở đầu vào. Trong khi đó, xã hội miền Nam thiên Âm với đặc tính ít redundancy, entropy cao, và feedback âm. Cũng cần phải nói thêm rằng khái niệm âm-dương được Jamieson dùng theo nghĩa metaphor và gắn với một số quá tình biến đổi mang tính ước lượng hơn là thực sự đào sâu các định nghĩa triết học gắn liền với âm-dương trong Kinh dịch.
Sau một giai đoạn cao trào về nghiên cứu Việt Nam với những xuất bản vào đầu thập niên 1990 như với Neil Jamieson, lại đang tiếp nối một cao trào nghiên cứu mới vào khoảng giao thời giữa hai thiên niên kỷ với các tên tuổi như Edmund Malesky, David Koh, Roland Jacques, Jason Gibbs và Nora Taylor, nhưng chưa thấy có ai tiếp nối phương pháp luận nhân học văn chương đầy lý thú của ông, lẫn dữ liệu lịch sử bắt đầu từ thời điểm ông kết thúc, một quá trình biến chuyển xã hội đầy xáo trộn sau năm 1975 hay sau thời Đổi mới.